# 似関本賢太郎
似関本 賢太郎（にせきもと けんたろう、1989年6月5日 - ）は、吉本興業に所属する日本のものまねタレント。別名は「似セッキー」。NSC大阪校40期出身。

## 来歴
出身地は埼玉県八潮市。芸人になる前は消防士として7年勤める。
2017年から阪神タイガースの春期キャンプ等で関本賢太郎のモノマネを披露するようになる。同年、「似関本andモリくん」としてM-1グランプリに出場するも1回戦敗退。
2018年より、NSC大阪校40期生として芸人デビュー。
2020年放送『相席食堂』の野球企画にて、関本賢太郎のバットを短く持つものまねをしながら打席に立つも短く持ちすぎたせいでキャプテンのノブ（千鳥）から「クビ、クビ」と言われる。
2021年1月より「栃木住みます芸人」として活動を始めるとともに、同県佐野市から「地域おこし協力隊員」に委嘱され「佐野らーめん予備校」の特別スタッフに就任した。

## 人物
- 好きなものは「野球、お酒」[1]。草野球チームの代表をしたことがある[8]。

## 芸風
主な持ちネタは芸名通り関本賢太郎のものまねで、芸人デビュー前の2017年に阪神ファンである石田純一に絶賛されたことがある。